# بنيامين ماس
بنيامين ماس (بالألمانية: Benjamin Maas)‏ هو لاعب كرة قدم ألماني في مركز قلب الدفاع، ولد في 23 يناير 1989 في شفايبيش هال في ألمانيا. لعب مع دارمشتات 98 ونادي ساندهاوزن.

## وصلات خارجية
- بنيامين ماس على موقع قاعدة بيانات كرة القدم.إي يو (الإنجليزية)
- بنيامين ماس على موقع بيانات كرة القدم. دي إي (الألمانية)
- بنيامين ماس على موقع Soccerway.com (الإنجليزية)
- بنيامين ماس على موقع عالم كرة القدم.نت (الإنجليزية)